# Maneater (Hall-&-Oates-Lied)
Maneater ist ein Lied von Hall & Oates aus dem Jahr 1982, das von Daryl Hall, John Oates und Sara Allen geschrieben wurde. Es erschien auf dem Album H2O und war ein Nummer-eins-Hit in den USA.

## Hintergrund und Geschichte
Sänger Daryl Hall zu Maneater:

„John [Oates] schrieb die Rohfassung, er hatte es nach Edgar Winters Vorbild konstruiert. Es war wie ein Reggae-Song. Ich sagte zu ihm: ‚Nun, es hat interessante Akkorde, doch wir sollten den Groove ändern.‘ Ich änderte das zum Motown-Groove. Nachdem wir das getan hatten, spielte ich es für Sara und sang es ihr vor: ‚Oh oh here she comes, watch out boy she'll chew you up. Oh oh here she comes she's a maneater and …‘ Doch ich hatte den Schluss vergessen. Da sagte sie: ‚Laß den Scheiß am Ende und mach einfach weiter mit ‹she's a maneater›. Und dann aufhören.‘ Ich warf ein: ‚Du bist doch verrückt, das alles über den Haufen zu werfen.‘ Dann dachte ich nach und bemerkte, dass sie recht hatte, und das machte den Unterschied beim Lied aus.“

An anderer Stelle sagte Hall:

„Wir versuchten und taten es. Unsere neue Single Maneater ist nicht wie alles, was man sonst im Radio hört. Die Idee war, alles besser zu machen.“

Die Veröffentlichung war am 2. Oktober 1982.

## Musikvideo
Zu Beginn des Musikvideos geht eine Frau langsam eine rote Treppe herunter. Dann spielt die Band in einem schwach beleuchteten Studio den Song. Das restliche Video über sieht man in Überblendungen einen schwarzen Panther, die Frau und die Band.

## Kommerzieller Erfolg

### Chartplatzierungen
| ChartsChartplatzierungen       | Höchstplatzierung | Wochen |
| ------------------------------ | ----------------- | ------ |
| Deutschland (GfK)              | 15 (21 Wo.)       | 21     |
| Schweiz (IFPI)                 | 2 (9 Wo.)         | 9      |
| Vereinigte Staaten (Billboard) | 1 (23 Wo.)        | 23     |
| Vereinigtes Königreich (OCC)   | 6 (11 Wo.)        | 11     |

| ChartsJahrescharts (1983)      | Platzierung |
| ------------------------------ | ----------- |
| Vereinigte Staaten (Billboard) | 7           |

### Auszeichnungen für Musikverkäufe
| Land/Region                  | Auszeichnungen für Musikverkäufe (Land/Region, Auszeichnung, Verkäufe) | Verkäufe  |
| ---------------------------- | ---------------------------------------------------------------------- | --------- |
| Dänemark (IFPI)              | Platin                                                                 | 90.000    |
| Deutschland (BVMI)           | Gold                                                                   | 300.000   |
| Kanada (MC)                  | Platin                                                                 | 100.000   |
| Neuseeland (RMNZ)            | 2× Platin                                                              | 60.000    |
| Spanien (Promusicae)         | Gold                                                                   | 30.000    |
| Vereinigte Staaten (RIAA)    | Gold                                                                   | 1.000.000 |
| Vereinigtes Königreich (BPI) | Platin                                                                 | 600.000   |
| Insgesamt                    | 3× Gold · 5× Platin ·                                                  | 2.180.000 |

## Coverversionen
- 1991: Toni Basil
- 2002: Royce da 5′9″ (We Live (Danger))
- 2006: Ying Yang Twins feat. Wyclef Jean (Dangerous)
- 2009: Cobra Starship (Living in the Sky with Diamonds)
- 2010: The Bird and the Bee
- 2010: Maikal X (Here she comes)